# Teofan Vénard
Św. Jan Teofan (Jean Théophane) Vénard (ur. 21 listopada 1829 r. w Saint-Loup-sur-Thouet, Deux-Sèvres we Francji – zm. 2 lutego 1861 r. w Hanoi w Wietnamie) – ksiądz, misjonarz, męczennik, święty Kościoła katolickiego.

## Życiorys
Jego rodzicami byli Jean Vénard i Marie Gueret. Ponieważ chciał zostać misjonarzem po święceniach diakonatu wstąpił do Stowarzyszenia Misji Zagranicznych (Missions Etrangères de Paris). Święcenia kapłańskie przyjął w 1852 r. Na misje wyruszył 23 września 1852 r. Po czterech miesiącach podróży statkiem dotarł do Singapuru. Następnie udał się do Hongkongu, gdzie uczył się chińskiego. W 1854 r. przybył do Wietnamu. Podczas prześladowań został aresztowany 30 listopada 1860 r., a następnie w klatce przetransportowana go do Hanoi. Został ścięty 2 lutego 1861 r.

## Kult
Dzień wspomnienia: 24 listopada w grupie 117 męczenników wietnamskich.
Beatyfikowany 2 maja 1909 r. przez Piusa X. Kanonizowany przez Jana Pawła II 19 czerwca 1988 r. w grupie 117 męczenników wietnamskich.

## Bibliografia

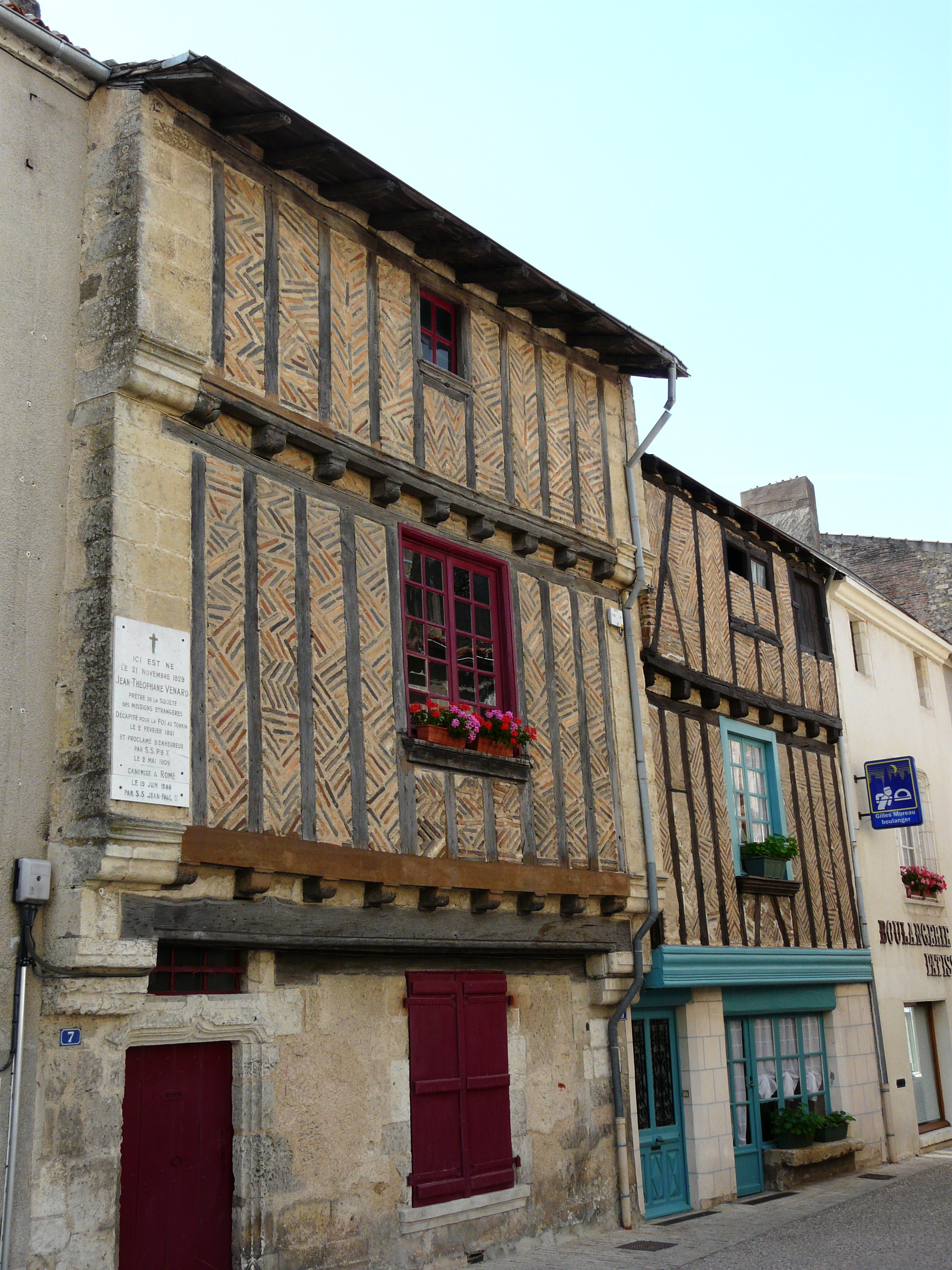
Dom w którym urodził się św. Teofan Vénard, Saint-Loup-sur-Thouet
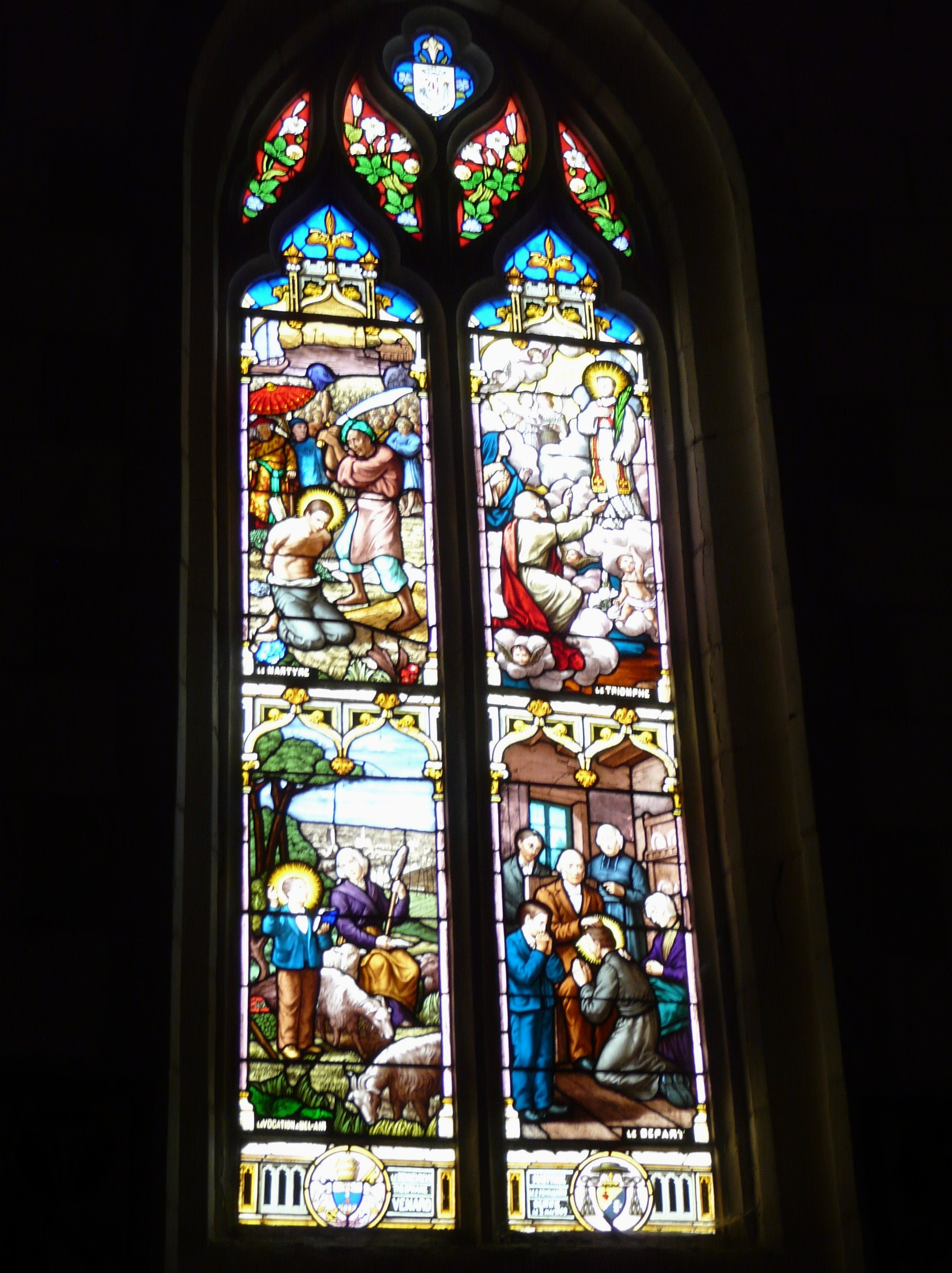
Sceny z życia św. Teofana Vénarda, witraż kościoła w Saint-Loup-sur-Thouet
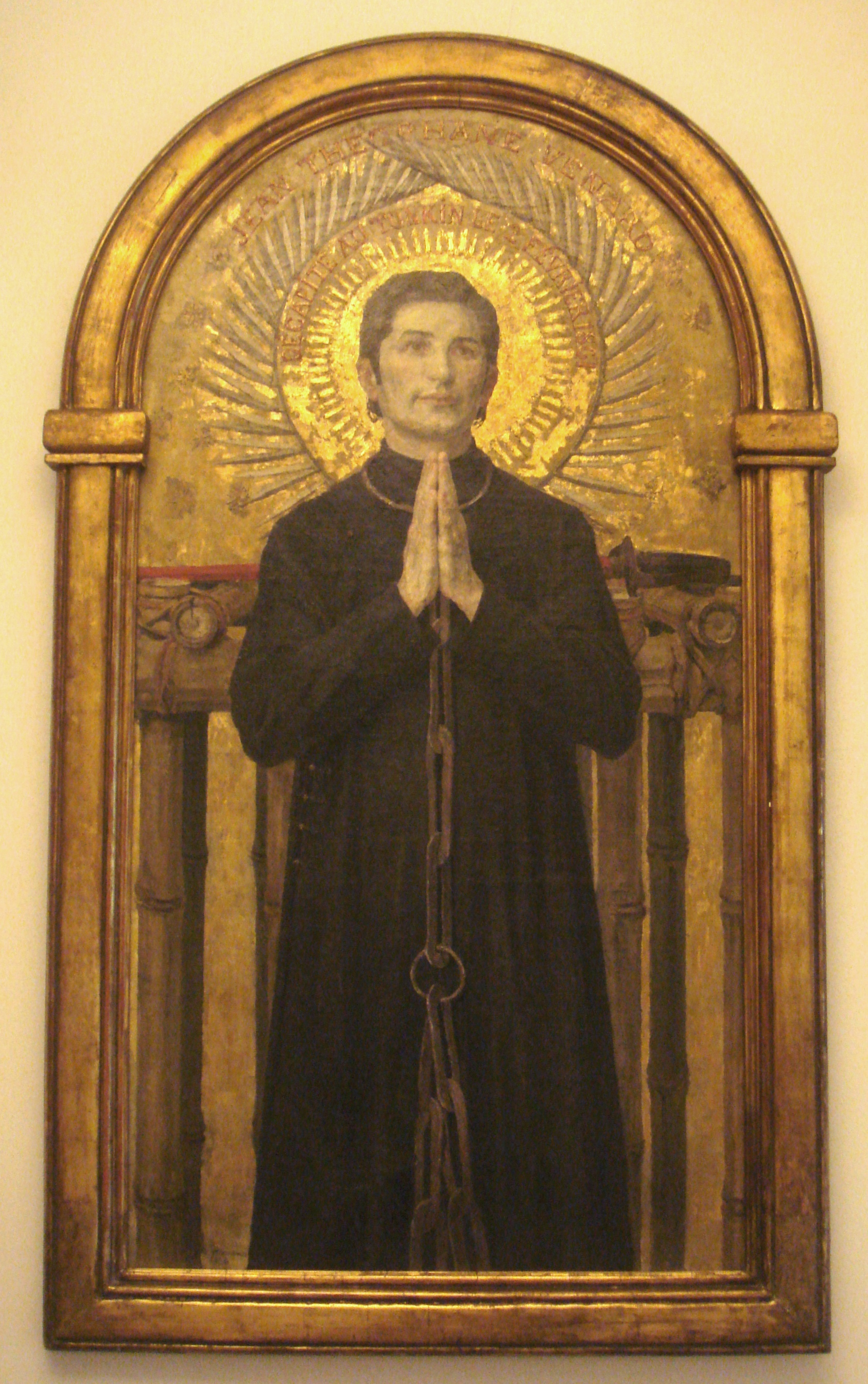
Św. Teofan Vénard, obraz z XIX wieku
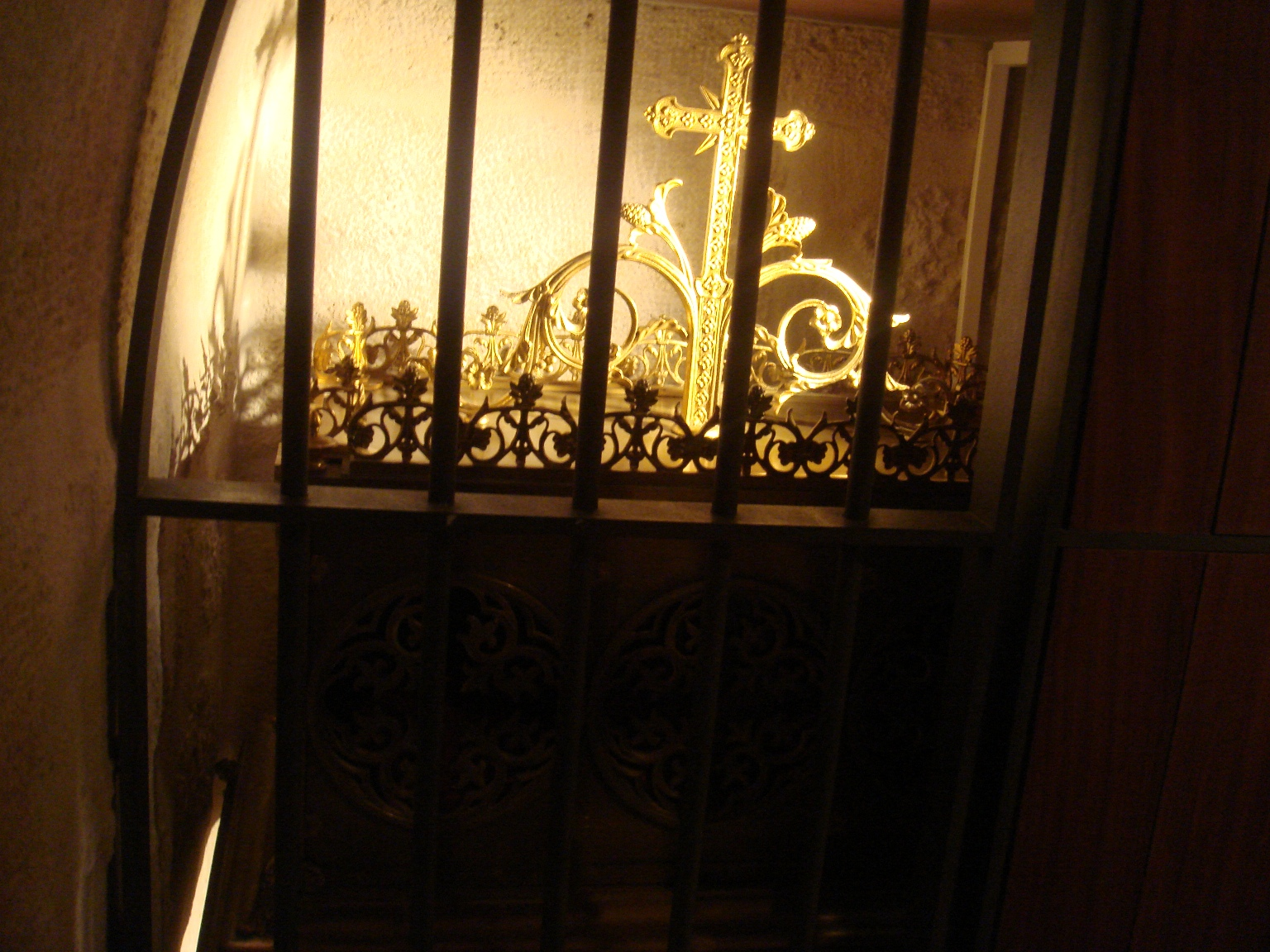
Relikwie świętego, Missions Etrangères de Paris